# Young Soul Rebels (filme)
Young Soul Rebels é um thriller britânico sobre o amadurecimento de 1991 escrito por Derek Saldaan McClintock, Isaac Julien e Paul Hallam, e dirigido por Julien como seu segundo longa-metragem narrativo. O filme examina a interação entre os movimentos culturais juvenis durante o final da década de 1970 no Reino Unido - nomeadamente skinheads, punks e soulboys - juntamente com as tensões sociais, políticas e culturais entre eles. O filme foi lançado no Reino Unido em 9 de agosto de 1991, seguido por um lançamento nos Estados Unidos em 6 de dezembro de 1991. O filme foi a estreia no cinema de Sophie Okonedo e Eamonn Walker.

## Enredo
O filme gira em torno de vários enredos. O enredo central é sobre uma investigação de assassinato envolvendo um dos personagens centrais, Chris (Valentine Nonyela) e seu relacionamento com sua namorada Tracy (Sophie Okonedo).
A segunda narrativa envolve a relação entre um punk gay Billibud (Jason Durr) e um soulboy Caz (Mo Sesay) e o racismo e a homofobia que eles enfrentam tanto nas comunidades das Índias Ocidentais quanto nas comunidades brancas britânicas. O filme é uma história de amor que pode ser vista como uma alegoria da solidariedade racial e de classe, já que o amor deles transcende as barreiras de classe e raça.
Ambientado em Londres em junho de 1977, a trama se passa tendo como pano de fundo o Jubileu de Prata da Rainha. O filme começa como um filme de amizade entre dois amigos, Chris e Caz, que dirigem uma estação de rádio pirata em um prédio em Dalston, East London. O filme começa com o assassinato de seu amigo TJ enquanto faziam sexo no parque local à noite. Enquanto Caz está perturbado com a morte de seu amigo, Chris parece focado em equilibrar uma carreira profissional em uma rádio comercial sem se vender. Ambos querem promover a música soul enquanto a música popular predominante é o punk.
O assassinato e os diferentes caminhos pelos quais eles divergem causam tensão entre os amigos Chris e Caz. Chris descobre que tem uma gravação do assassinato, mas não a entrega como prova. Ele é então detido pela polícia como suspeito porque estava de posse do rádio cassete de TJ. Ele tenta ligar para Caz, mas Caz está ocupado com seu novo namorado, Billibud, que é um punk que defende as opiniões do Partido Socialista dos Trabalhadores enquanto usa camisetas da grife Vivienne Westwood (reconhecidamente roubadas). O personagem Billiibud recebe o nome do personagem fictício "Billy Budd" do romance "Billy Budd, Sailor" de Herman Melville. Neste romance, Billy Budd é descrito como "reconhecido por sua boa aparência e maneiras gentis e inocentes". Da mesma forma, no filme Billibud é conhecido por ser bonito. Porém, no romance de Melville o personagem também é conhecido por ser do lado menos inteligente e crédulo, como se vê por sua "incapacidade de perceber má vontade nas outras pessoas" e por ter uma "tendência imprevisível à gagueira". Em comparação, no filme Billibud também é retratado como um tanto estúpido.
Chris e Caz então se enfrentam no telhado da torre e Chris quase cai do telhado. Ele então conhece Tracy e ela o convence a enviar a fita para a polícia, mas não antes de ele fazer uma cópia. Eles então fazem amor em um telhado. No dia das comemorações do Jubileu de Prata, Caz e Billibud vão à feira de rua, onde Billibud é atacado por skinheads locais. Caz e Billibud voltam para casa e fazem amor. Naquela noite, Chris vai à estação de rádio, mas Caz não está e o estúdio foi vandalizado. Ele começa a transmitir "Funk the Jubilee", mas sente que não é o mesmo sem seu parceiro, Caz. Chris é então atacado pelo assassino de TJ, que é alguém que ele e Caz consideravam amigo. Ele escapa, mas não consegue encontrar Caz.
Um grande acerto de contas acontece em uma discoteca ao ar livre no parque onde TJ foi assassinado. Enquanto Caz e Billibud estão fazendo MCing, Chris tenta avisá-los sobre as revelações sobre o assassino de TJ. Um coquetel molotov é jogado no palco e Caz e Billibud começam a tentar salvar os discos de vinil. Chris grava a fita do assassinato de TJ, mas para isso é necessário subir ao palco. O assassino de TJ, membro da Frente Nacional, segue Chris no palco, quando ele cai para a morte no inferno que ele mesmo criou.
A cena é um microcosmo agridoce das tensões raciais e sexuais da Grã-Bretanha dos anos 1970, com skinheads incomodando Chris e Caz, brancos fazendo comentários sarcásticos sobre como as coisas mudaram desde a juventude, e negros afirmando que não conseguem decidir se odeiam mais os brancos, os mestiços ou os "meninos malucos". No entanto, apesar de tudo isto, os jovens nos clubes desfrutam da música, bebem, dançam e transam inter-racialmente, sem prestarem atenção aos homens gays que os rodeiam.
O filme termina com os dois DJs reconciliando suas diferenças enquanto limpam os discos, o que é seguido por uma dança individual de cada um dos amigos.

## Elenco
- Valentine Nonyela como Chris
- Mo Sesay como Caz
- Dorian Healy como Ken
- Frances Barber como Ann
- Sophie Okonedo como Tracy
- Jason Durr como Billibud
- Gary McDonald como Davis
- Debra Gillett como Jill
- Eamonn Walker (creditado como Eamon Walker) como Carlton
- James Bowers como Sparky
- Billy Braham como Kelly
- Wayne Norman como Bigsy
- Danielle Scillitoe como Trish
- Ray Shell como Jeff Kane
- Nigel Harrison como Cid Man

## Prêmios
O filme recebeu o Prêmio da Crítica no Festival de Cinema de Cannes de 1991.

## Trilha sonora
Créditos oficiais da trilha sonora
1. "P. Funk (Wants to Get Funked Up)" por Parliament
2. "Identity" por X-Ray Spex
3. "Rock Creek Park" por The Blackbyrds
4. "Running Away" por Roy Ayers
5. "I Like It" por Players Association
6. "Party Time" por The Heptones
7. "Let's Get It Together" por El Coco
8. "Cocaine" por Sly e The Revolutionaries
9. "Don't Let It Go To Your Head" por Jean Carn
10. "Time Is Moving On" por The Blackbyrds
11. "Say You Will" por Eddie Henderson
12. "Oh Bondage Up Yours!" por X-Ray Spex
13. "One Nation Under A Groove" por Funkadelic
14. "Me and Baby Brother" por War
15. "I'll Play The Fool For You" por Dr. Buzzard's Original Savannah Band
16. "Police & Thieves" por Junior Murvin
17. "You Make Me Feel (Mighty Real)" por Sylvester
18. "Message In Our Music" por The O'Jays
19. "Let The Music Play" por Charles Earland